# Evelyn Richter
Evelyn Richter (31. ledna 1930 v Budyšíně – 10. října 2021 v Drážďanech) byla německá fotografka.

## Životopis
Otec Evelyn Richterové vlastnil pilu v Lužici. Aby ji rodiče ochránili před nacistickou ideologií, poslali ji do školy vedené Moravskými bratry. Po studiu u drážďanských fotografů Franze Fiedlera a Pana Walthera v letech 1948 až 1951 pracovala Evelyn Richter jako laborantka v United Businesses v Drážďanech a jako fotografka na Technické univerzitě. V roce 1953 začala studovat fotografii na Lipské univerzitě aplikovaných věd pro grafiku a knižní umění (HGB) u Johannese Widmanna, profesora Institutu fotografie. V roce 1955 jí byla zrušena registrace a až do roku 1980 pracovala na volné noze (divadelní fotografie, reklama).
Od roku 1981 učila na HGB v Lipsku, kde v letech 1991 až 2001 zastávala čestnou profesuru. V letech 1990 až 1991 zastávala také učitelské místo pro fotografii na Bielefeldské univerzitě aplikovaných věd. V roce 1992 získala Evelyn Richter Cenu za kulturu Německé fotografické společnosti. V březnu 2006 získala uměleckou cenu města Drážďany. Na začátku roku 2010 uvedlo muzeum Leonhardi v Drážďanech výstavu u příležitosti jejích 80. narozenin.
Archiv Evelyn Richterové je od roku 2009 umístěn v Muzeu výtvarných umění v Lipsku. Obsahuje hlavní dílo fotografky, které získala nadace Ostdeutsche Sparkassenstiftung v létě 2009. Celkově je její umělecká činnost dokumentována na základě více než 730 fotografií, samozřejmě téměř pouze černobíle.
V roce 2020 získala Evelyn Richter jako první Cenu Bernda a Hilly Becherových, kterou každé dva roky uděluje město Düsseldorf za celoživotní dílo v hodnotě 15 000 eur.
Naposledy pracovala v Neukirchu (Lužice) a od mrtvice žila v pečovatelském domě v Drážďanech. Evelyn Richter zemřela v Drážďanech 10. října 2021 ve věku 91 let.

## Výstavy (výběr)

### Samostatné výstavy
- 2002/2003: Goethe-Institut, Washington, D.C., listopad 2002 – leden 2003[5]
- 2020: Focus Evelyn Richter. Albertinum, Drážďany.

### Skupinové výstavy
- 2010: Eros und Stasi. Ostdeutsche Fotografie Sammlung Gabriele Koenig, Ludwig Forum für Internationale Kunst, Aachen.[6][7]
- 2012/2013: The Shuttered Society: Art Photography in the GDR 1949-1989, Berlinische Galerie, Berlín.[8]
- 2016: Zwei Gemeinschaftsausstellungen: Gehaltene Zeit. Ursula Arnold, Arno Fischer, Evelyn Richter, Museum der bildenden Künste, Lipsko.[9]
- 2016: Die Lehre. Arno Fischer, Evelyn Richter, Art gallery of Sparkasse Leipzig. Katalog.[10]

## Ceny a ocenění
- 1975: Ehrenpreis für Fotografie des Kulturbundes der DDR[1]
- 1978: Ehrenpreis of then photokina in Cologne[1]
- 1992: Kulturpreis der Deutschen Gesellschaft für Photographie of the German Photographic Society[1][11]
- 1997: Villa Massimo[1]
- 1992: Culture Award, German Society for Photography, Cologne[8]
- 2006: Kunstpreis der Landeshauptstadt Dresden (Art prize of the state capital of Dresden)[8][1]
- 2020: Bernd und Hilla Becher-Preis[1][12]